# Senda Cormar

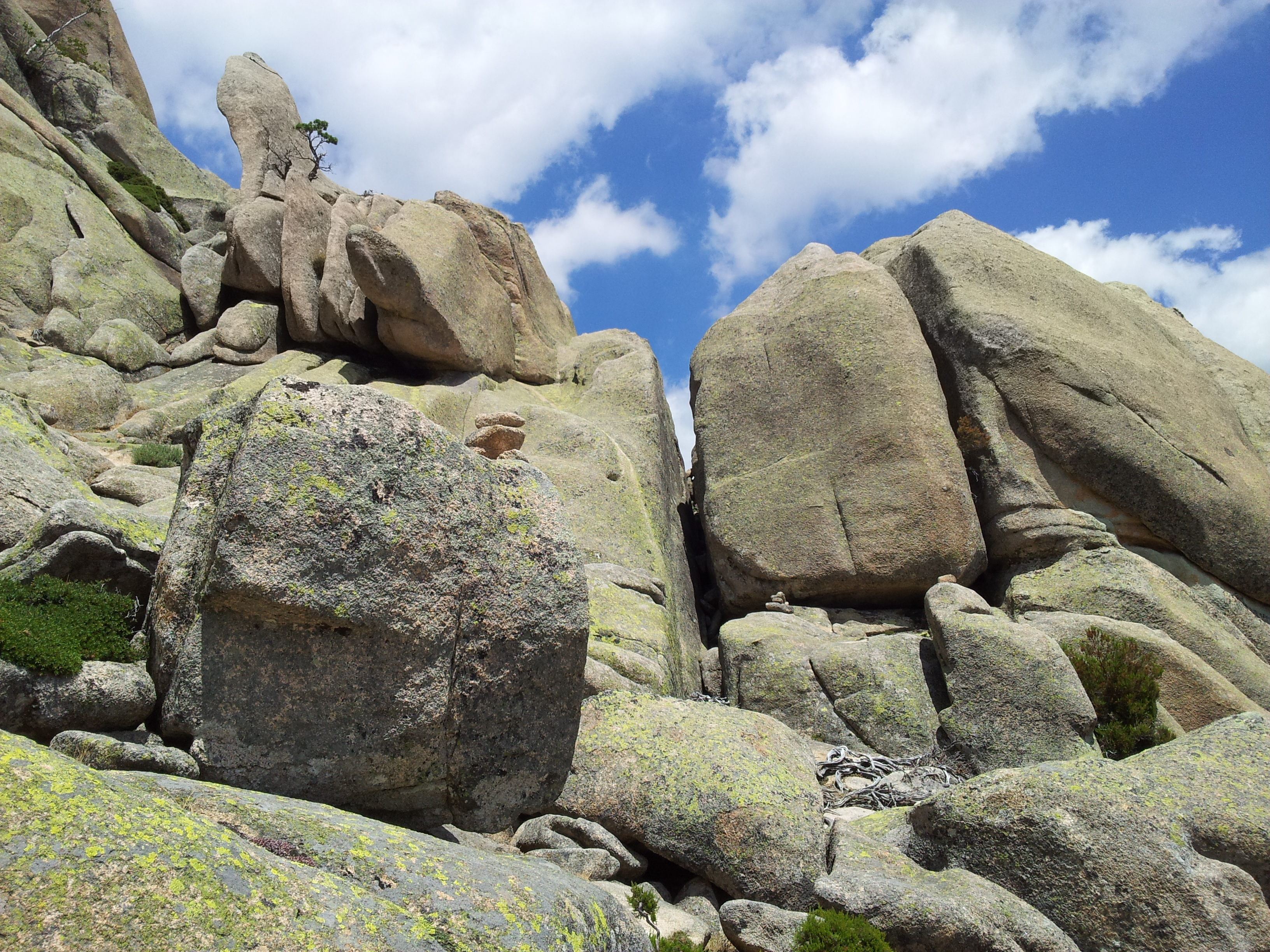
Detalle de la travesía Cormar.

La senda Cormar o la travesía Cormar es una ruta senderista que discurre por La Pedriza, un conjunto montañoso de la vertiente meridional de la Sierra de Guadarrama, ubicado al noroeste de la Comunidad de Madrid.

## Descripción
El recorrido se desarrolla en el área oriental del Circo de la Pedriza Posterior. Une el collado de la Ventana (1.784 m s. n. m.) con el collado de los Hoyos (1.900 m s. n. m.), salvando un desnivel de 116 metros, y con una longitud que supera levemente los 2 kilómetros.
La ruta rodea el Cerro de los Hoyos (1.950 m s. n. m.), también conocido como Cerro del Nevazo, por su cara este, atravesando la zona de ladera llamada Herrada de Patas. Dado que transcurre por un suelo granítico, muy irregular, el sendero está poco marcado; no obstante, el itinerario se encuentra balizado con hitos.
El trayecto, aunque de corto recorrido, destaca por su belleza paisajística, con magníficas vistas sobre el Hueco de San Blas a un lado y hacia los riscos que conforman el cerro al otro.
Técnicamente, es fácil de recorrer, aunque hay que superar un espolón, en el que se debe extremar la precaución.
Desde su extremo final, en el collado de los Hoyos, situado entre el risco de La Esfinge y el Cerro de los Hoyos, se inicia la ascensión para coronar este último. Pocos metros por debajo, hacia el oeste, discurre la senda de Pequeño Recorrido PR-M1 (Integral de La Pedriza), con la que se enlaza sin dificultad.